# بخش رامند
بخش رامند یکی از بخش‌های شهرستان بوئین‌زهرا در استان قزوین ایران است.

## تقسیمات کشوری
- بخش رامند
  - دهستان ابراهیم‌آباد
  - دهستان رامند جنوبی

شهرها: دانسفهان

## جمعیت
بنابر سرشماری مرکز آمار ایران، جمعیت بخش رامند شهرستان بوئین زهرا در سال ۱۳۹۵ برابر با ۵۷۰۸ خانوار و ۱۹۰۸۷ نفر اعم از ۹۷۲۱ مرد ، ۹۳۶۶ زن بوده‌ است.